# Polydactylus mullani
Polydactylus mullani és una espècie de peix pertanyent a la família dels polinèmids.

## Descripció
- Pot arribar a fer 19 cm de llargària màxima.
- 9 espines i 12-13 radis tous a l'aleta dorsal i 3 espines i 11-12 radis tous a l'anal.
- 24 vèrtebres.
- 7 filaments pectorals (el superior s'estén molt més enllà de l'extrem posterior de l'aleta pectoral).
- Aleta pectoral amb tots els radis ramificats llevat d'1 o 2.
- Bufeta natatòria ben desenvolupada.
- Presenta un gran punt negre davant de la línia lateral.[6][7][8]

## Alimentació
Menja gambes i peixets.

## Hàbitat
És un peix marí, pelàgic-oceànic i de clima tropical (26°N-15°S, 59°E-74°E) que viu entre 14 i 115 m de fondària.

## Distribució geogràfica
Es troba al mar d'Aràbia: l'Índia i el Pakistan.

## Observacions
És inofensiu per als humans.